# Victor Bertrand
Pour les articles homonymes, voir Bertrand.
Victor Bertrand, né le 21 août 1857 à Liège et mort le 24 juin 1931 à Spa, est un lieutenant-général belge lors de la Première Guerre mondiale.

## Biographie
Il est le fils d'Henri Bertrand, chef d'atelier à la Fonderie Royale de canons à Liège, et de Marie Mohon. Il se marie le 15 juillet 1886 à Liège avec Jeannette Servais également originaire de Liège. Ils auront plusieurs enfants.

## Carrière militaire
Le 28 juin 1872, il s'engage à presque 15 ans au 12e régiment de Ligne. Passant par tous les grades subalternes, il est nommé le 26 septembre 1877 sous-lieutenant au 10e régiment de Ligne. Il reste dix-huit ans en garnison à Arlon. Promu major en 1902, il retourne à Liège au 14e régiment de Ligne. En 1912, il commande le 12e régiment de Ligne.

## Première Guerre mondiale
À la mobilisation au début de la Première Guerre mondiale, il est général-major et commande la 11e brigade mixte de la 3e division d'armée composée des 11e et 31e régiment de Ligne. Cette division était composée principalement de liégeois. Lors du siège de Liège par les Allemands, le 31e régiment de Ligne se trouve dans l'intervalle entre le fort de Barchon et le fort d'Evegnée. Face à l'attaque impétueuse de la 27e brigade allemande le 5 août 1914, il sent sa troupe fléchir. Il se porte à cheval au milieu de ses soldats, fait sonner le clairon, les relance à la contre-attaque et reconquiert Rabosée. C'est la fameuse bataille de Rabosée qui est une des premières batailles où les troupes belges entrent en contact avec les forces allemandes. Lorsque le général Gérard Leman choisit de s'enfermer dans le fort de Loncin, il prend sa succession à la tête de la 3e division d'armée et mène à bien sa retraite vers Anvers.
Le 24 août 1914, le Roi Albert Ier le confirme dans son commandement de la 3e division d'armée et le nomme lieutenant-général. La 3e division d'armée sera désormais appelée « la division de fer » . Sa division participe aux sorties belges lors du siège d'Anvers les 25 et 26 août ainsi que du 11 au 13 septembre. A ces occasions, le général Bertrand ne cesse d'encourager ses troupes distribuant poignées de main, félicitations et cigares. Il participe ensuite à la bataille de l'Yser et sa division s'illustre à Dixmude, Ramskapelle et Pervyse. Son état de santé se dégrade toutefois dans les tranchées du front de l'Yser. En 1915, le Roi Albert Ier lui confie le commandement des centres d'instruction en France de l'Armée belge.

## Entre-deux-guerres
Il est admis à la retraite en avril 1919. À la suite de son décès le 24 juin 1931, il est inhumé au cimetière de Robermont à Liège.

## Hommages
Le lieutenant-général Bertrand a été fait citoyen d'honneur de la ville de Liège et a reçu des funérailles nationales le 29 juin 1931.

### Dans l'art
Le 6 septembre 1931, un haut-relief, œuvre de Louis Gérardy, sculpteur liégeois, a été apposé sur la maison natale du général Bertrand, Place des déportés à Liège. 
Peu de temps après la disparition de Victor Bertrand, la République libre d'Outremeuse lance une souscription publique dans le but d’ériger un monument commémoratif.Le sculpteur Louis Gérardy (1887-1959) et l’architecte Emile Sèlerin conçoivent la statue en bronze et le socle en calcaire. L’inauguration du monument a lieu le 30 septembre 1934 près du Pont d'Amercœur, sur la place Théodore Gobert, dans le cadre des Fêtes de Wallonie.
En 2016, dans le cadre du centenaire de la Première Guerre mondiale, l'administration communale de Liège a rénové la statue et son socle.

### Dans les noms de lieux
- La Rue du Général Bertrand, une rue du quartier Sainte-Marguerite à Liège.
- La Rue du Général Bertrand, une rue de Chaudfontaine (Embourg).
- La Rue Général Bertrand, une rue du centre de Spa.
- L'Avenue Général Bertrand, à Visé.

|  |  |  |  |  |